# Cass Sunstein
 (juin 2019).
 (juillet 2023).
Si vous disposez d'ouvrages ou d'articles de référence ou si vous connaissez des sites web de qualité traitant du thème abordé ici, merci de compléter l'article en donnant les références utiles à sa vérifiabilité et en les liant à la section « Notes et références ».
Cass R. Sunstein, né le 21 septembre 1954 à Concord dans le Massachusetts, est un juriste et philosophe américain, spécialisé en droit constitutionnel, en droit administratif, en droit de l'environnement et en économie. Il a été administrateur de l'OIRA (Office of Information and Regulatory Affairs) du gouvernement Obama de 2009 à 2012. Il a enseigné pendant de nombreuses années à l'université de Chicago dont il est toujours professeur invité. Sunstein est actuellement professeur de droit à l'université Harvard.

## Biographie

### Naissance et formation
Né dans le Massachusetts au sein d'une famille juive ashkénaze, Sunstein étudie à la Middlesex School (en) de Concord, dans le Massachusetts, avant d'obtenir le diplôme de bachelier ès arts à l'université Harvard, puis le titre de docteur en droit dans cette même université.

### Carrière
Sunstein a travaillé à l'Office du Conseil légal (Office of Legal Counsel) du département de la Justice américain (U.S. Department of Justice), puis devint professeur de droit à l'université de Chicago où il enseigna également au département de science politique. En 1985, il reçut une chaire de titulaire à la fois au département de droit et de science politique. Sunstein fut professeur invité à l'université Columbia à l'automne 1986, puis à l'université Harvard au printemps 1987. À l'automne 2008, il rejoignit la faculté de droit de l'université Harvard, et devint directeur du programme sur la régulation des risques. Le 7 janvier 2009, le Wall Street Journal annonça qu'il serait nommé à la tête de l'OIRA.
Parmi ses ouvrages, on trouve After the Rights Revolution (1990), The Partial Constitution (1993), Democracy and the Problem of Free Speech (1995), Legal Reasoning and Political Conflict (1996), Free Markets and Social Justice (1997), One Case at a Time (1999), Risk and Reason (2002), Why Societies Need Dissent (2003), Laws of Fear: Beyond the Precautionary Principle (2005), Radicals in Robes: Why Extreme Right-Wing Courts Are Wrong for America (2005), Are Judges Political? An Empirical Analysis of the Federal Judiciary (2005), Infotopia: How Many Minds Produce Knowledge (2006), et, en collaboration avec Richard Thaler, Nudge: Improving Decisions about Health, Wealth, and Happiness (2008). 
Sunstein est l'un des éditeurs de The New Republic et de The American Prospect. Il est membre de l'Académie américaine des arts et des sciences (depuis 1992) et de l'American Law Institute (depuis 1990).

## Thèses

### Philosophie du droit
Sunstein est le défenseur d'un minimalisme judiciaire, qui affirme que le juge doit principalement se consacrer à trancher le cas en cours, et s'abstenir de changements dans la loi ou de décisions qui auraient des effets de longue portée. Selon Sunstein, l'interprétation de la loi fédérale ne dépend pas des juges, mais des croyances et des engagements du président et de son entourage. 
Sunstein a récemment collaboré avec des spécialistes d'économie comportementale tels que Daniel Kahneman, Richard Thaler, et Christine M. Jolls, pour montrer que les hypothèses théoriques du droit et de l'économie doivent être modifiées par les nouvelles découvertes empiriques relatives à la façon dont les gens se comportent. En collaboration avec Richard Thaler, il a élaboré une théorie du paternalisme libéral, qui conseille aux penseurs, universitaires et hommes politiques de tenir compte des découvertes de l'économie comportementale appliquée au droit, en maintenant la liberté de choix tout en orientant les décisions des gens dans une direction qui améliorera leurs conditions de vie.

### Commissions militaires
En 2002, au plus fort de la controverse sur la création par George W. Bush de commissions militaires sans l'approbation du Congrès, Sunstein a souligné que sous la loi actuelle, le président Bush disposait de l'autorité légale de recourir aux commissions militaires. Sunstein rejeta notamment l'argument du professeur de droit George Fletcher selon lequel la Cour suprême se prononcerait pour l'absence de base légale des commissions militaires de Bush. Quatre ans plus tard, la Cour suprême affirma que Bush n'avait pas l'autorité légale de créer des commissions militaires sans l'approbation du Congrès.

### Premier amendement
Dans son ouvrage intitulé Democracy and the Problem of Free Speech, Sunstein affirme qu'il est nécessaire de reformuler le premier amendement de la Constitution américaine, et cela en vue de raviver les processus de délibération démocratique en prêtant une plus grande attention aux débats publics et à la diversité des opinions. 

### Droit des animaux
Certains des travaux de Sunstein ont abordé la question des droits des animaux. Il estime que tout être raisonnable croit dans les droits de l'animal, de sorte que l'on peut en conclure que certaines pratiques ne sauraient être défendues ni autorisées là où, en pratique, la simple régulation sera nécessairement insuffisante et maintiendra la souffrance animale à un niveau très élevé.

### Impôts
Sunstein affirme qu'il faudrait célébrer un « jour de l'impôt ». 

### Mariage
Dans un ouvrage récent, Sunstein propose de mettre un terme à la reconnaissance étatique du mariage, qui devrait disparaître de l'appareil légal. Le seul statut légal conféré aux couples serait celui de l'union civile, c'est-à-dire celui d'un accord de partenariat domestique entre deux personnes.

### Théories du complot
En 2008, Sunstein a cosigné avec Adrian Vermeule un article intitulé Conspiracy Theories, où ils affirment que l'existence de théories du complot n'est pas quelque chose de trivial, mais implique de vrais enjeux pour les politiques anti-terroristes des États. Ils poursuivent en affirmant que la meilleure réponse consiste dans l'infiltration cognitive des groupes extrémistes, notamment au niveau des réseaux sociaux ou même des réseaux physiques, dans le but de désamorcer ces théories en soulevant des doutes au sujet de leurs prémisses factuelles ou de leurs implications logiques et causales du point de vue de l'action politique.

## Vie privée
Dans les années 1980 et au début des années 1990, Sunstein fut marié à Lisa Ruddick, qu'il avait rencontrée à l'université Harvard et qui est actuellement professeur d'anglais à l'université de Chicago. Il fréquenta ensuite la philosophe Martha Nussbaum, qui enseigne à l'université de Chicago. Le 4 juillet 2008, Sunstein épousa Samantha Power, qui est professeur de politique publique à Harvard.[réf. souhaitée]

## Publications

### En français
- Au-delà du principe de précaution, Revue éthique & économique 7/2 (2010).
- « Y a-t-il un risque à délibérer » in La Démocratie délibérative. Anthologie de textes fondamentaux par Charles Girard et Alice Le Goff, collection L'Avocat du Diable, Éditions Hermann, 2010

### Publications
- Law and Happiness (The University of Chicago Press 2010)  (ISBN 978-0-226-67600-5)
- On Rumors: How Falsehoods Spread, Why We Believe Them, What Can Be Done (Macmillan Publishers 2009) ; trad. Anatomie de la rumeur (Markus Haller 2012)
- Going to Extremes: How Like Minds Unite and Divide (Oxford University Press, 2009)
- Nudge: Improving Decisions about Health, Wealth, and Happiness avec Richard Thaler (Yale University Press, 2008)
- Worst-Case Scenarios, (Harvard University Press 2007)
- Republic.com 2.0 (Princeton University Press 2007)
- Are Judges Political? An Empirical Investigation of the Federal Judiciary avec David Schkade, Lisa Ellman, et Andres Sawicki, (Brookings Institution Press 2006)
- Infotopia: How Many Minds Produce Knowledge, (Oxford University Press 2006)
- The Second Bill of Rights: Franklin Delano Roosevelt's Unfinished Revolution and Why We Need It More Than Ever (Basic Books 2006)
- Radicals in Robes: Why Extreme Right-Wing Courts Are Wrong for America (Basic Books 2005)
- Constitutional Law 5th ed. avec G. Stone, L.M. Seidman, P. Karlan, et M. Tushnet (Aspen 2005)
- The Laws of Fear: Beyond the Precautionary Principle (tiré des Seeley Lectures 2004 à l'université de Cambridge), (Cambridge University Press 2005)
- The Second Bill of Rights: Franklin Delano Roosevelt's Unfinished Revolution and Why We Need It More Than Ever (Basic Books 2004)
- Why Societies Need Dissent, (Harvard University Press 2003).
- Animal Rights: Current Controversies and New Directions édité avec Martha Nussbaum, (Oxford University Press 2004)
- Risk and Reason, (Cambridge University Press 2002)
- The Cost-Benefit State, (American Bar Association 2002)
- Punitive Damages: How Juries Decide avec Reid Hastie, John Payne et David Schkade, (University of Chicago Press 2002)
- Republic.com, (Princeton University Press 2002)
- Administrative Law and Regulatory Policy avec Stephen Breyer, Richard B. Stewart, et Matthew Spitzer (1999; nouvelle édition en 2002)
- Free Markets and Social Justice (2002)
- Designing Democracy: What Constitutions Do (Oxford University Press 2001)
- The Vote: Bush, Gore & the Supreme Court with Richard Epstein, (University of Chicago Press 2001)
- Constitutional Law 4th ed. avec Stone, Seidman et Tushnet (2001)
- Behavioral Law and Economics, (éditeur, Cambridge University Press 2000)
- One Case At A Time: Judicial Minimalism on the Supreme Court (Harvard University Press 1999)
- The Cost of Rights avec Stephen Holmes (1999, W.W. Norton paperback 2000)
- Clones and Clones: Facts and Fantasies About Human Cloning avec Martha Nussbaum (W.W. Norton 1998)
- Legal Reasoning and Political Conflict (Oxford University Press 1996)
- Free Markets and Social Justice (Oxford University Press 1997)
- Democracy and the Problem of Free Speech (The Free Press 1993)
- The Partial Constitution (Harvard University Press 1993)
- After the Rights Revolution: Reconceiving the Regulatory State (Harvard University Press 1990)
- Constitutional Law (Little, Brown & Co. 1re édition 1986; 2e édition 1991; 3e édition 1995)
- The Bill of Rights and the Modern State avec Geoffey R. Stone et Richard A. Epstein (University of Chicago Press 1992)
- Feminism and Political Theory (éditeur, University of Chicago Press 1990)